# Daphnephila haasi
Daphnephila haasi är en tvåvingeart som beskrevs av Jean-Jacques Kieffer 1905. Daphnephila haasi ingår i släktet Daphnephila och familjen gallmyggor. Inga underarter finns listade i Catalogue of Life.